# Zernyia impulverata
Zernyia impulverata är en fjärilsart som beskrevs av Leo Schwingenschuss 1962. Zernyia impulverata ingår i släktet Zernyia och familjen mätare. Inga underarter finns listade i Catalogue of Life.